# Morten Poulsen
Morten H. Poulsen (* 9. September 1988 in Herning) ist ein dänischer Eishockeyspieler, der seit Oktober 2017 beim HC Innsbruck in der Erste Bank Eishockey Liga auf Probe unter Vertrag steht.

## Karriere
Morten Poulsen begann seine Karriere als Eishockeyspieler in seiner Heimatstadt in der Nachwuchsabteilung von Herning Blue Fox, für dessen Profimannschaft er von 2005 bis 2008 in der AL-Bank Ligaen aktiv war. In den Jahren 2007 und 2008 gewann er mit seiner Mannschaft jeweils den dänischen Meistertitel. Von 2008 bis 2010 spielte der Flügelspieler für den Ligarivalen Nordsjælland Cobras, ehe er zur Saison 2010/11 nach Herning zurückkehrte. Als Assistenzkapitän führte er die Mannschaft zu einem weiteren Meistertitel und wurde selbst in das All-Star Team der Liga gewählt.
Zur Saison 2011/12 wurde Poulsen vom IK Oskarshamn aus der HockeyAllsvenskan, der zweiten schwedischen Spielklasse, verpflichtet. Dort blieb er vier Jahre.
Zur Saison 2015/16 wechselte Poulsen in die höchste Spielklasse Österreichs zu den EC Graz 99ers und verließ den Verein nach der Saison in Richtung Finnland, wo er beim Erstligisten Pelicans Lahti anheuerte.
Im August 2017 absolvierte Poulsen ein Try-Out beim HC Bozen aus der Erste Bank Eishockey Liga, erhielt jedoch keinen Vertrag. Im Oktober 2017 erhielt er beim HC Innsbruck einen Vertrag bis Saisonende.

### International
Für Dänemark nahm Poulsen im Juniorenbereich an der U18-Junioren-B-Weltmeisterschaft 2006 sowie der U20-Junioren-B-Weltmeisterschaft 2007 und der U20-Junioren-A-Weltmeisterschaft 2008 teil. Im Seniorenbereich stand er bei den Weltmeisterschaften 2011, 2012, 2013, 2014, 2015, 2016 im Aufgebot seines Landes.

## Erfolge und Auszeichnungen
- 2007 Dänischer Meister mit Herning Blue Fox
- 2008 Dänischer Meister mit Herning Blue Fox
- 2011 Dänischer Meister mit Herning Blue Fox
- 2011 AL-Bank Ligaen All-Star Team

### International
- 2007 Aufstieg in die Top-Division bei der U20-Junioren-Weltmeisterschaft der Division I
- 2007 Bester Stürmer der U20-Junioren-Weltmeisterschaft der Division I, Gruppe A
- 2007 Bester Torschütze der U20-Junioren-Weltmeisterschaft der Division I, Gruppe A

## AL-Bank-Ligaen-Statistik
(Stand: Ende der Saison 2011/12)